# FC Callander
Der Football Club Callander war ein schottischer Fußballverein aus der gleichnamigen Stadt, der von 1872 bis 1874 bestand. 

## Geschichte
Der FC Callander wurde im Jahr 1872 gegründet. Im Mai 1872 war der FC Callander der erste Gegner der Glasgow Rangers. Der Verein nahm in der Spielzeit 1873/74, der ersten Austragung des schottischen Pokals teil. In der 1. Runde schied die Mannschaft aus den Highlands gegen Alexandra Athletic aus. Der Verein wurde 1874 aufgelöst.